# The Man from Home (film 1914)
The Man from Home è un film muto del 1914 diretto da Cecil B. DeMille. Il soggetto è firmato dallo stesso DeMille, che ha tratto la storia da The Man from Home, un testo del 1908 di Booth Tarkington e Harry Leon Wilson. A Broadway, il lavoro teatrale aveva avuto grande successo, ed era rimasto in scena per più di un anno, interpretato da William T. Hodge.
Nel 1922, la Paramount produsse un remake, sempre dal titolo The Man from Home, diretto da George Fitzmaurice.

## Trama
Daniel Vorhees Pike, un avvocato dell'Indiana, vorrebbe sposare la bella Ethel Granger Simpson, la figlia di un suo amico, un milionario proprietario di una grande azienda agricola. Ma Ethel  preferisce piuttosto andare in Europa per studiare insieme a suo fratello Horace. Durante la loro assenza, Granger Simpson resta coinvolto in un incidente automobilistico rimanendo gravemente ferito. Sul letto di morte, chiede a Pike di vegliare sui suoi ragazzi.
A Sorrento, intanto, Ethel viene corteggiata da Almeric St. Aubyn, un aristocratico in rovina che  punta al denaro della ragazza. Impressionata dal fatto che Almeric è figlio di Lord Hawcastle, Ethel prende in seria considerazione la sua proposta di matrimonio. Così a spingere Pike, diventato il suo tutore, a recarsi in Italia per conoscere il suo pretendente. Nel corso del viaggio, l'avvocato americano conosce il granduca Vasilivitch che si trova in incognito in Italia. Pike e il granduca scopriranno che Almeric e Hawcastle sono due farabutti, in combutta con Hélène, la moglie di un rivoluzionario russo che è stato mandato ingiustamente in Siberia. Ethel, resasi conto di essere stata raggirata, si riconcilia con Pike.

## Produzione
Il film fu prodotto dalla Jesse L. Lasky Feature Play Company. Fonti moderne accreditano Oscar C. Apfel come co-regista e Alvin Wyckoff come fotografo.

## Distribuzione
Il copyright del film, richiesto dalla Jesse L. Lasky Feature Play Co., fu registrato il 16 ottobre 1914 con il numero LU3538.

Distribuito dalla Famous Players-Lasky Corporation e dalla Paramount Pictures, il film uscì nelle sale cinematografiche statunitensi il 9 novembre 1914.

### Conservazione
Copia completa della pellicola si trova conservata negli archivi della Library of Congress di Washington.